# Erika Kröger
Erika Kröger (* 13. August 1911 in Dortmund; † 6. April 1987) war eine deutsche Politikerin der CDU.

## Ausbildung und Beruf
Erika Kröger besuchte das Gymnasium, an dem sie 1931 das Abitur ablegte. Danach arbeitete sie von 1932 bis 1941 als Sekretärin im Schuldienst. Im Anschluss war sie von 1941 bis 1963 Sekretärin in der Industrie. Ab April 1963 war sie als Krankenhaus-Verwaltungsleiterin in Duisburg-Hamborn tätig.

## Politik
Erika Kröger war ab 1956 Mitglied der CDU. Im Ortsvorstand der CDU war sie ab 1959 Mitglied. Als Vorsitzende des Ortsverbandes Homberg fungierte sie von April 1961 bis März 1964. Weiter war sie ab 1959 Mitglied im Kreisparteivorstand des Kreises Moers und ab 1961 im Kreistag Moers. Kröger war ab 1959 Vorsitzende der Kreisfrauenvereinigung Moers und Vorsitzende der Ortsfrauenvereinigung Homberg ab 1960. Im Vorstand der Landesfrauenvereinigung war sie auch ab 1960 tätig.
Erika Kröger war vom 25. Juli 1966 bis zum 25. Juli 1970 Mitglied des 6. Landtages von Nordrhein-Westfalen, in den sie über die Landesliste einzog.